# Dynamo Mặt Trời
Trong vật lý học, dynamo Mặt Trời (tiếng Anh: solar dynamo) là quá trình vật lý tạo ra từ trường của Mặt Trời. Nó được giải thích bằng một biến thể của thuyết dynamo. Dynamo Mặt Trời được coi là một máy phát điện xuất hiện tự nhiên trong lòng Mặt Trời, tạo ra dòng điện và từ trường, theo các định luật Ampère, Faraday và Ohm, cũng như các định luật động lực học, cùng với nhau tạo thành các định luật từ thủy động lực học. Cơ chế chi tiết của dynamo Mặt Trời không được biết và là chủ đề của nghiên cứu hiện tại..

## Cơ chế
Một dynamo biến đổi động năng thành điện năng từ trường. Một chất lỏng dẫn điện đang chuyển động xoáy, chẳng hạn do những bất ổn làm phức tạp, có thể tức thời khuếch đại từ trường thông qua định luật Lenz: khi chất lỏng chuyển động tương đối so với từ trường thì gây ra dòng điện trong chất lỏng, và gây nhiễu loạn trường ban đầu. Nếu chuyển động của chất lỏng đủ phức tạp, nó có thể duy trì từ trường của chính nó, với sự khuếch đại chất lỏng phản ứng về cơ bản cân bằng với suy giảm khuếch tán hoặc ohmic. Hệ thống như vậy được gọi là máy phát điện từ thủy động lực học tự duy trì.
Mặt Trời là một máy phát điện tự duy trì, chuyển đổi chuyển động đối lưu và chuyển động quay vi sai trong Mặt Trời thành năng lượng điện–từ.
Hiện tại, hình dạng và chiều rộng của tachocline được giả thuyết là đóng một vai trò quan trọng trong các mô hình động lực học Mặt Trời bằng cách cuộn lên trường dạng xuyến và dạng cực yếu hơn để tạo ra trường hình xuyến mạnh hơn nhiều. Tuy nhiên các quan sát vô tuyến gần đây về các ngôi sao lạnh hơn và sao lùn nâu, không có lõi sao phóng xạ và chỉ có vùng đối lưu, đã chứng minh rằng chúng duy trì từ trường quy mô lớn, cường độ Mặt Trời và hiển thị hoạt động giống như Mặt Trời mặc dù không có tachocline. Điều này cho thấy rằng chỉ riêng vùng đối lưu có thể chịu trách nhiệm cho chức năng của động lực Mặt Trời.

## Chu kỳ Mặt Trời
Sự biến đổi theo thời gian nổi bật nhất của từ trường Mặt Trời có liên quan đến chu kỳ Mặt Trời 11 năm gần như định kỳ, được đặc trưng bởi sự tăng giảm số lượng và kích thước của các vết đen Mặt Trời. Ở giai đoạn cực tiểu năng lượng Mặt Trời điển hình, có thể nhìn thấy ít hoặc không có vết đen nào. Khi chu kỳ Mặt Trời tiến dần đến giai đoạn cực đại năng lượng Mặt Trời, các vết đen Mặt Trời có xu hướng hình thành gần xích đạo hơn, tuân theo định luật Spörer.